# Jesper Wung-Sung
Jesper Wung-Sung (født 23. maj 1971 i Marstal) er en dansk forfatter og foredragsholder. Han modtog De Gyldne Laurbær 2017 for sin slægtsroman En anden gren.
Jesper Wung-Sung blev student fra Svendborg Gymnasium i 1992 og har senere studeret litteratur, engelsk og dansk på Københavns Universitet.
Jesper Wung-Sung debuterede i 1998 med novellesamlingen To ryk og en aflevering, og for den vandt han Bogforums debutantpris. Hans første roman Kender du ikke akkusativ udkom året efter. Jesper Wung-Sung har mere end 40 udgivelser bag sig.
2 ryk og en aflevering blev i 2003 lavet til en ungdomsfilm med samme titel. Jesper Wung-Sung var med til at skrive filmens manuskript.
Jesper Wung-Sungs ungdomsroman En-to-tre-NU! har i mange år været den mest læste roman blandt de ældste klasser på landets skoler. Bogen blev filmatiseret i 2016 af Regner Grasten Film og vandt "Blockbusters Publikumspris" ved Robert-uddelingen 2017. Mere end 20 år efter at Jesper Wung-Sung skrev En-to-tre-NU! - udkommer Det år sjæle slår smut. Det første værk i en lignende tone. Komponist Povl Balslev skrev musik til digtet Det år sjæle slår smut. Sanger Helene Blum og Povl Balslev har indspillet sangen.
Jesper Wung-Sungs oldefar, San Wung-Sung stammede fra Kina. Oldefaren kom til Danmark, hvor han blev udstillet i den "kinesiske landsby" i Tivoli. Her forelskede San sig i den danske bagerjomfru Ingeborg. Jesper Wung-Sung skrev romanen En anden gren om sin oldefars historie, der vandt De gyldne laurbær 2017. Musiknummeret “ To Veje” af gruppen Katinka er inspireret af Jesper Wung-Sungs En Anden Gren. Jesper Wung-Sung er kommet med ideen til musikvideoen.
I 2021 ramte Jesper Wung-Sung igen bestsellerlisten med romanen Kvinde set fra ryggen om Ida Ilsted (senere Hammershøi) gift med kunstmaleren Vilhelm Hammershøi.
Maj 2022 indvalgt som medlem af Det Danske Akademi.
I forbindelse med sit 25 års jubilæum i 2023 vender Jesper Wung-Sung tilbage til novellerne med samlingen Ud af ti mænd. Jesper Wung-Sung har et mål om at skrive 200 noveller. Han er oppe på 132.
2024 udkommer Hans Christian om H.C. Andersens barndom som fortalt af ham selv. Jesper Wung-Sung har til romanen lånt et væld af citater (over 500) fra H.C. Andersen, ligesom skrivestilen bruger særlige karakteristika fra hans skrift.
Jesper Wung-Sungs bøger er blandt andet solgt til Tyskland, Frankrig, Holland, Italien, Rusland, Sverige, Norge, Serbien og USA. I 2023 er Kvinna sedd bakifrå nomineret til Årets bok i Sverige.

## Legater og priser
- 1998: BogForums Debutantpris for To ryk og en aflevering
- 2000: Statens Kunstfonds Treårige Arbejdslegat
- 2002: Kulturministeriets Børnebogpris' Æresliste for En-to-tre-Nu!
- 2006: Harald Kidde og Peder Jensen Kjærgaards pris
- 2011: Kulturministeriets Børne- og ungdombogspris 2010 for Kopierne
- 2011: Optaget i Kraks Blå Bog
- 2011: Danmarks Skolebibliotekarers Børnebogspris 2011
- 2015: Nomineret til Nordisk Råds Litteraturpris for børn 2015 for Ud med Knud
- 2016: Nomineret til Høstprisen for Zam
- 2016: Zam medtaget på White Ravens, anbefalingsliste udgivet af det Internationale Ungdomsbibliotek i München
- 2016: Zam vandt Den Danske Bogdesignpris - børnebogen
- 2016: Nomineret til Svendborg Kulturpris
- 2017: Lillefingeren udvalgt til White Raven
- 2017: En anden gren nomineret til DR Romanprisen 2018. En anden gren kom i finalen.
- 2018: En anden gren nomineret til Martha-prisen 2018
- 2018: Vandt De Gyldne Laurbær 2017 for En anden gren
- 2018: Lillefingeren nomineret til Kulturministeriets Forfatterpris for børne- og ungdomslitteratur
- 2018: Lynkineser nomineret til Nordisk Råds børne- og ungdomslitteraturpris
- 2019: Kulturministeriets Forfatterpris for børne- og ungdomslitteratur for Alfred og gabestokken .
- 2019: Alfred og gabestokken udvalgt til White Raven
- 2019: Modtager af Det Danske Akademis Silas-Prisen.
- 2020: Modtager af Læringcentrenes Forfatterpris 2020
- 2021: Kvinde set fra ryggen nomineret til Martha-prisen 2021 og nomineret til Plusbogs "Årets forfatter".
- 2022: Kvinde set fra ryggen nomineret til Mofibo Adwards og Læsernes Bogpris.
- 2022: Modtager af Søren Gyldendal Prisen (B&U).
- 2022: Modtager af Drachmannlegatet
- 2023: Kvinna sedd bakifrån nomineret til Årets bok 2023 - SelmaStories (Sverige)
- 2023: Det år sjæle slår smut nomineret til Blixenprisen 2023: Årets YA-roman
- 2024: Nomineret til ALMA-prisen 2024.[3].

Samt diverse arbejds- og rejselegater